# Lorraine Bracco

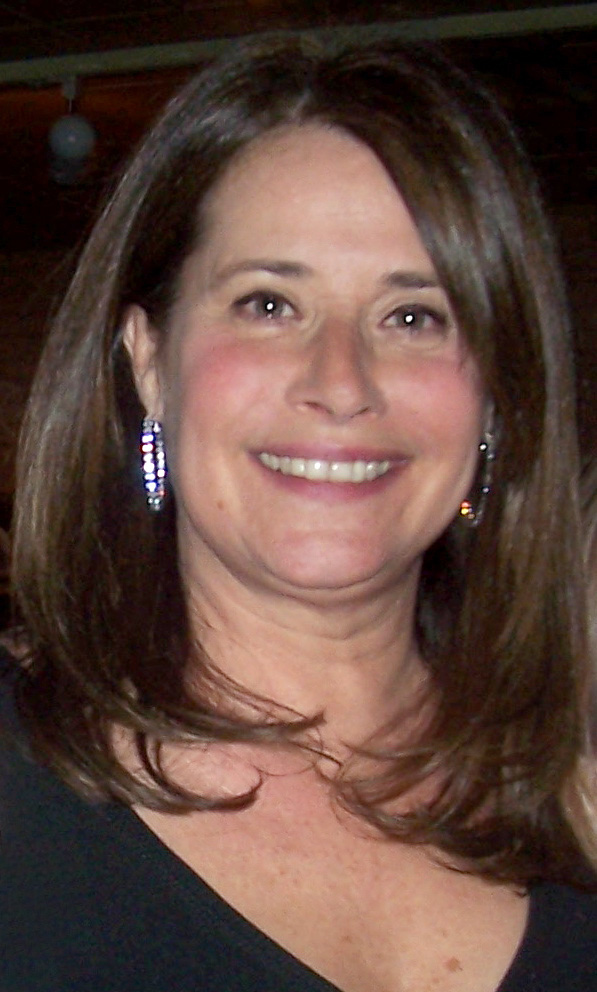
Lorraine Bracco (2007)

Lorraine Bracco (* 2. Oktober 1954 in New York City) ist eine US-amerikanische Schauspielerin.

## Biografie

### Frühes Leben
Bracco wurde in Brooklyn als Tochter von Eileen (geborene Molyneux, 1926–2010) und Salvatore Bracco, Sr. geboren und wuchs im angrenzenden Westbury auf Long Island auf. Ihre Mutter war von ihrer Herkunft her Französin, die in England aufwuchs. Ihr Vater war Italoamerikaner, der während des Zweiten Weltkriegs als Soldat in Europa diente und dort Eileen traf und mit in die USA nahm. 1972 schloss sie die Hicksville Highschool ab. Zwei Jahre später, 1974, zog Bracco nach Frankreich, wo sie als Model für Jean-Paul Gaultier arbeitete. Dort machte sie Bekanntschaft mit der Regisseurin und Autorin Lina Wertmüller, die sie für eine Filmproduktion engagierte. Ihre drei Jahre jüngere Schwester Elizabeth Bracco wurde ebenfalls Schauspielerin. Außerdem hat sie noch einen Bruder, Salvatore Jr.

### Karriere
Die US-Amerikanerin wirkte daraufhin in mehreren französischen Filmen mit, auch verdingte sie sich als Discjockey bei Radio Luxembourg. Die Darstellung der Mafia-Ehefrau Karen Hill in Martin Scorseses GoodFellas – Drei Jahrzehnte in der Mafia (1990) brachte ihr 1991 sowohl eine Oscar- als auch eine Golden-Globe-Nominierung als beste Nebendarstellerin ein.
Lorraine Bracco gehörte zudem zur Stammbesetzung der erfolgreichen Mafia-Serie Die Sopranos. Ursprünglich hätte sie Tony Sopranos Ehefrau Carmela spielen sollen. Diese Rolle übernahm schließlich Edie Falco. Bracco verkörperte daraufhin die Psychiaterin Dr. Jennifer Melfi, zu der Tony Soprano eine besondere Beziehung hegt. Aufgrund dieser Rolle erhielt sie zahlreiche Fernsehpreisnominierungen und einige Auszeichnungen.

### Privatleben
Bracco war zweimal verheiratet: Die erste Ehe führte sie mit Daniel Guerard in den späten 1970er und frühen 1980er Jahren. Aus dieser Ehe stammt eine gemeinsame Tochter. Aus einer Beziehung mit Harvey Keitel hat sie eine weitere Tochter. Nach der Trennung von Keitel war Bracco von 1994 bis 2002 mit dem Regisseur und Schauspieler Edward James Olmos verheiratet.

## Filmografie(Auswahl)
- 1980: Kommissar Moulin (Fernsehserie, eine Folge)
- 1987: Jack, der Aufreißer (The Pick-Up Artist)
- 1987: Der Mann im Hintergrund (Someone to Watch Over Me)
- 1989: Das Traum-Team (The Dream Team)
- 1990: GoodFellas – Drei Jahrzehnte in der Mafia (Goodfellas)
- 1991: Switch – Die Frau im Manne (Switch)
- 1992: Medicine Man – Die letzten Tage von Eden (Medicine Man)
- 1992: Spuren von Rot (Traces of Red)
- 1992: Flug ins Abenteuer (Radio Flyer)
- 1993: Even Cowgirls Get the Blues
- 1994: Allein gegen die Unterwelt (Getting Gotti, Fernsehfilm)
- 1995: Hackers – Im Netz des FBI (Hackers)
- 1995: Jim Carroll – In den Straßen von New York (The Basketball Diaries)
- 1999–2007: Die Sopranos (The Sopranos, Fernsehserie, 86 Folgen)
- 2001: Tangled
- 2001: Unterwegs mit Jungs (Riding in Cars with Boys)
- 2005: Law & Order: Trial by Jury (Fernsehserie, Folge 1×03 Bürgerwehr)
- 2007: Die Schneekugel (Snowglobe, Fernsehfilm)
- 2010–2016: Rizzoli & Isles (Fernsehserie)
- 2017: Blue Bloods – Crime Scene New York (Blue Bloods, Fernsehserie)
- 2020: AJ and the Queen (Netflix-Serie)
- 2021: The Birthday Cake
- 2022: Welcome to Mama’s (Fernsehfilm)
- 2022: Pinocchio (Sprechrolle)
- 2024: The Union
- 2024: Rich Flu
- 2025: Nonnas
- 2025: The Mother, the Menacer, and Me

## Auszeichnungen
- Chicago Film Critics Association Award für die beste Nebendarstellerin (GoodFellas)
- Los Angeles Film Critics Association Award für die beste Nebendarstellerin (GoodFellas)
- New York Film Critics Circle Award für die beste Nebendarstellerin (dritter Platz) (GoodFellas)
- Nominiert: Academy Award für die beste Nebendarstellerin (GoodFellas)
- Nominiert: Golden Globe Award für die beste Nebendarstellerin (GoodFellas)
- Nominiert: Goldene Himbeere als schlechteste Schauspielerin in (Medicine Man) und (Spuren von Rot)
- Screen Actors Guild Award bestes Ensemble (2000, 2008) (Die Sopranos)
- Nominiert: Golden Globe Award beste Schauspielerin (2000–2002)
(Die Sopranos)
- Nominiert: Primetime Emmy Award beste Schauspielerin (2000–2002) (Die Sopranos)
- Nominiert: Primetime Emmy Award beste Schauspielerin – Nebenrolle (Die Sopranos)
- Nominiert: Satellite Award beste Schauspielerin (Die Sopranos)
- Nominiert: Screen Actors Guild Award beste Schauspielerin (2000, 2002–2003) (Die Sopranos)
- Nominiert: Screen Actors Guild Award bestes Ensemble (2001–2003, 2005, 2007) (Die Sopranos)
- Nominiert: Goldene Himbeere als schlechteste Nebendarstellerin in (Pinocchio)